# Borne Sulinowo
Borne Sulinowo é um município da Polônia, na voivodia da Pomerânia Ocidental e no condado de Szczecinek. Estende-se por uma área de 18,15 km², com 4 905 habitantes, segundo os censos de 2016, com uma densidade de 270,2 hab/km².

## História
A cidade surgiu a partir da fusão de duas vilas - Linde e  Groß Born. Até o século XV, a área era povoada por pomerânios. A partir do século XVI, chegam os primeiros germânicos, que teriam fundado Groß Born em 1587, provavelmente em terras pertencentes aos Kleszczy, uma poderosa dinastia da Pomerânia. A cidade atual ocupa a área da antiga vila de Linde, que, em 1590, tinha apenas 12 habitantes. Na outra vila próxima, Groß Born, viviam 14 camponeses. Ambos os vilarejos cresciam muito lentamente. No fim do século XIX, a área da vila de Linde foi comprada pelo governo prussiano e convertida em campo de treinamento militar. Entretanto, somente com o advento do nazismo na Alemanha é que aconteceram  mudanças importantes.
Durante a Primeira Guerra Mundial, instalou-se em Groß Born o campo de Schneidemühl, para prisioneiros de guerra. Em 1933 o governo alemão comprou toda a área e iniciou a construção de uma grande base militar, um campo de treinamento e vários campos de testes. A maioria dos habitantes locais foi retirada, e suas casas foram arrasadas. No lugar da antiga vila de Linde, foram construídas uma pequena guarnição militar e uma cidade. Paradoxalmente, foi  dado ao lugar o nome do vilarejo  vizinho de Groß Born (que também foi  arrasado), embora esse vilarejo ficasse a vários quilômetros a sudeste do local. Todas as instalações foram oficialmente inauguradas por Adolf Hitler em 18 de agosto de 1938. Logo depois, a Escola de Artilharia da Wehrmacht se transferiu para lá. Pouco antes da eclosão da guerra defensiva polonesa de 1939, os campos de treinamento abrigavam o XIX. Armeekorps da Wehrmacht, comandado por Heinz Guderian. Nos últimos estágios da Segunda Guerra Mundial, lá também foi construído um deserto artificial, para treinamento das unidades do Afrika Korps de Rommel (outro campo de treinamento similar foi estabelecido no deserto de Błędów, perto de Olkusz).
Ao mesmo tempo, a área passou a fazer parte da chamada Muralha da Pomerânia, uma linha de quase 1000 bunkers de concreto, destinadas a proteger a fronteira anterior à guerra polonesa-alemã e a prevenir abordagens  a Berlim provenientes do leste. Em setembro de 1939, no acampamento militar, foi instalado o Stalag 302 - destinado a soldados poloneses e também a prisioneiros de guerra russos, franceses e iugoslavos -, o qual , mais tarde, foi convertido em Oflag. No começo de 1945, havia mais de 5000 prisioneiros de guerra no campo.
Depois de 22 janeiro de 1945, as linhas de defesa da Muralha da Pomerânia  em torno de Gross-Born foram operadas por suboficiais da escola artilharia local. Os confrontos com o exército polonês e o Exército Vermelho começaram nos primeiros dias de fevereiro e duraram mais duas semanas. A cidade, por estar localizada atrás das linhas, sobreviveu à guerra quase sem danos. Depois da guerra, a área das duas bases militares e a própria cidade foram tomadas pelo Exército Vermelho, que manteve o caráter militar de Borne Sulinowo por quase 47 anos.